# NGC 2926
NGC 2926 (również PGC 27400 lub UGC 5125) – galaktyka spiralna z poprzeczką (SBb), znajdująca się w gwiazdozbiorze Lwa. Odkrył ją Johann Palisa 27 marca 1886 roku.
W galaktyce tej zaobserwowano supernową SN 2012C.